# Lithobates chichicuahutla
Espèce
Synonymes
- Rana chichicuahutla Cuellar, Méndez-De La Cruz & Villagrán-Santa Cruz, 1996

Statut de conservation UICN

 CR B1ab(iii)+2ab(iii) : 
En danger critique
Lithobates chichicuahutla est une espèce d'amphibiens de la famille des Ranidae.

## Répartition
Cette espèce est endémique du lac de Las Minas dans l'État de Puebla au Mexique. Elle se rencontre à environ 2 324 m d'altitude,.

## Publication originale
- Cuellar, Méndez-De La Cruz & Villagrán-Santa Cruz, 1996 : Rana chichicuahutla, a new species of leopard frog from the Mexican Plateau. Revista de Zoología, Mexico, vol. 8, p. 1-8.